# Proteína-N(pi)-fosfohistidina azúcar fosfotransferasa

Sistema fosfotransferasa para azúcares de la Escherichia coli y del Bacillus subtilis.

La proteína-N(pi)-fosfohistidina azúcar fosfotransferasa (EIIB) (EC 2.7.1.69) es una enzima que cataliza la reacción:
Proteína EIIB N(pi)-fosfo-L-histidina/cisteína + azúcar {\displaystyle \rightleftharpoons } proteína EIIB + azúcar fosfato
El sustrato proteico es una proteína fosfotransportadora de bajo peso molecular (9,5 kDa). La proteína sustrato es fosforilada en una reacción catalizada por la enzima fosfoenolpiruvato-proteína kinasa (EC 2.7.3.9) y actúa como donante del grupo fosfato. La EIIB translocaliza el azúcar que fosforila al interior de la célula. Las aldohexosas, sus glicósidos y sus alditoles son fosforilados en el oxígeno 6 (O-6). La fructosa y la sorbosa en O-1. La glicerina y los disacáridos actúan también como sustratos.

## Sistema fosfotransferasa para azúcares
Las bacterias han evolucionado un mecanismo único para importar carbohidratos, el sistema fosfotransferasa para azúcares (PTS). El PTS sincroniza el transporte y fosforilación del azúcar utilizando algunas proteínas en una cascada de fosforilación de cinco etapas. Con algunas variaciones, el PTS tiene tres proteínas:
- En el citoplasma el fosfoenolpiruvato fosforila la fosfoenolpiruvato-proteína kinasa (Enzima I, EI) que transfiere el grupo fosforilo a la histidina de la proteína fosfotransportadora (HPr).
- Desde la HPr, el grupo fosforilo es transferido a los transportadores asociados a la membrana y específicos para los azúcares (Enzima II, EII).
- Cada transportador se compone de dos dominios citoplasmáticos (EIIA y EIIB) y un dominio integrado en la membrana (EIIC). En la EII, EIIA acepta el grupo fosforilo desde la HPr y se lo da a la EIIB, mientras que la EIIC media en la translocación del azúcar con la EIIB proporcionando el grupo fosforilo. La EIIB es la enzima proteína-N(pi)-fosfohistidina azúcar fosfotransferasa (EC 2.7.1.69).

Aparte de controlar la translocación de azúcares, el estado de fosforilación de las proteínas del PTS está también asociado con la regulación de rutas metabólicas y de señalización en las células bacterianas.

## Tipos de dominios
De acuerdo a los análisis estructurales y secuenciales realizados, el dominio proteína-N(pi)-fosfohistidina azúcar fosfotransferasa (EIIB) puede dividirse en cinco grupos según la siguiente tabla:
| Dominio EIIB | Clase PTS | Longitud media aproximada | Sitio de fosforilación |
| ------------ | --------- | ------------------------- | ---------------------- |
| Tipo 1       | Glucosa   | 80 aminoácidos            | Cisteína               |
| Tipo 2       | Manitol   | 100 aminoácidos           | Cisteína               |
| Tipo 3       | Lactosa   | 100 aminoácidos           | Cisteína               |
| Tipo 4       | Manosa    | 160 aminoácidos           | Histidina              |
| Tipo 5       | Sorbitol  | 190 aminoácidos           | Cisteína               |

El dominio tipo 2 se encuentra en algunas proteínas bacterianas reguladoras de la transcripción. En estos casos, el dominio EIIB se encuentra asociado con otros dominios como el HTH tipo DeoR o el dominio regulador de la PTS.